# 척 태너

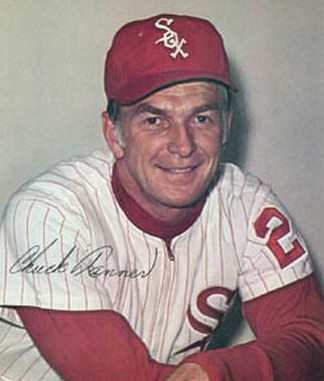

찰스 윌리엄 "척" 태너 (Charles William "Chuck" Tanner, 1928년 7월 4일 ~ 2011년 2월 11일)는 미국의 전 야구 선수 및 야구 감독이었다.
1955년 밀워키 브레이브스에서 데뷔했으며, 이후 1957년 시카고 컵스로 이적하였다. 그 뒤 1959년 클리블랜드 인디언스에 입단했으며, 1961년 로스앤젤레스 에인절스로 팀을 옮긴 뒤 1962년 은퇴를 선언하였다.
또한 1955년 자신의 데뷔전 당시 첫 타수의 초구를 홈런으로 연결시킨 진기록을 보유하였다.
은퇴 이후 1970년 시카고 화이트삭스의 감독에 선임되었으며, 1972년 스포팅 뉴스에서 선정한 올해의 감독상을 수상했다. 그 뒤 1976년 오클랜드 애슬레틱스의 감독에 부임했으며, 1977년 피츠버그 파이리츠의 감독으로 옮긴 뒤 1979년 팀을 월드 시리즈로 이끈 뒤 1승 3패로 우승을 놓치기 일보 직전이었던 팀을 수습해 3연승을 거두어 팀의 우승에 크게 공헌하였다. 하지만 1985년 팀 주축 선수들의 도핑 사실을 묵인했다는 이유로 시즌 도중 해임되었으며, 이후 1986년부터 1988년까지 애틀랜타 브레이브스의 감독을 맡았다. 그 뒤 다섯 시즌동안 클리블랜드 인디언스의 단장으로 활동했으며, 2007년부터 피츠버그 파이리츠의 단장인 닐 헌팅턴의 수석 고문으로 활약하였다.
이후 2011년 2월 11일 뉴캐슬에 있는 자택에서 지병으로 사망했다.
그의 업적을 기리기 위해 2007년부터 피츠버그 국제 로터리에서는 매년 가장 높은 성과를 올린 감독에게 척 태너 올해의 감독상을 수여하고 있다.